# 란사로테 공항

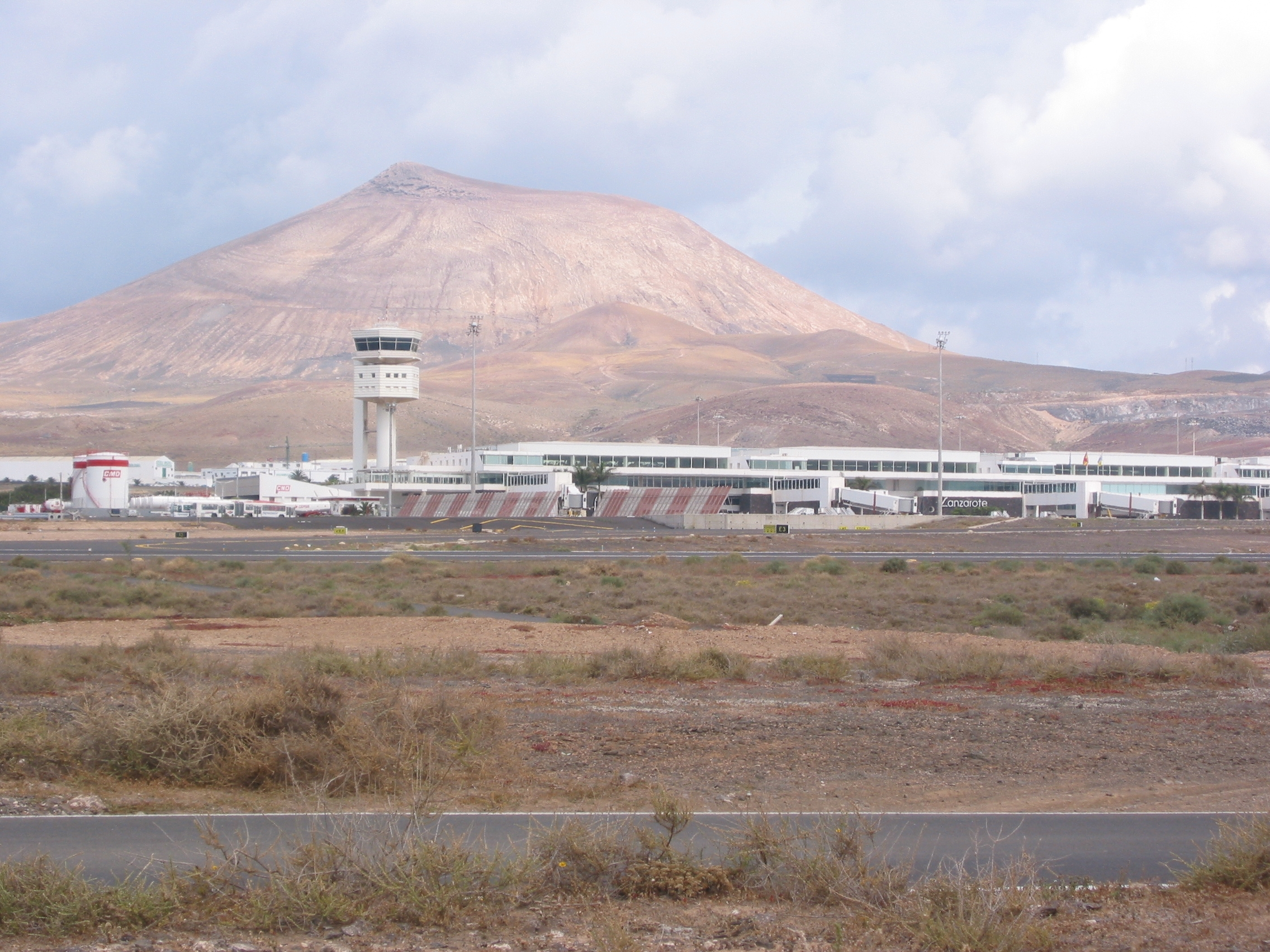

란사로테 공항(Lanzarote Airport, IATA: ACE, ICAO: GCRR, 스페인어: Aeropuerto de César Manrique-Lanzarote)은 카나리아 제도 란사로테섬의 섬을 관할하는 공항이다. 2018년 기준 승객 수는 7,327,019명이다.